# Edwin Finckel

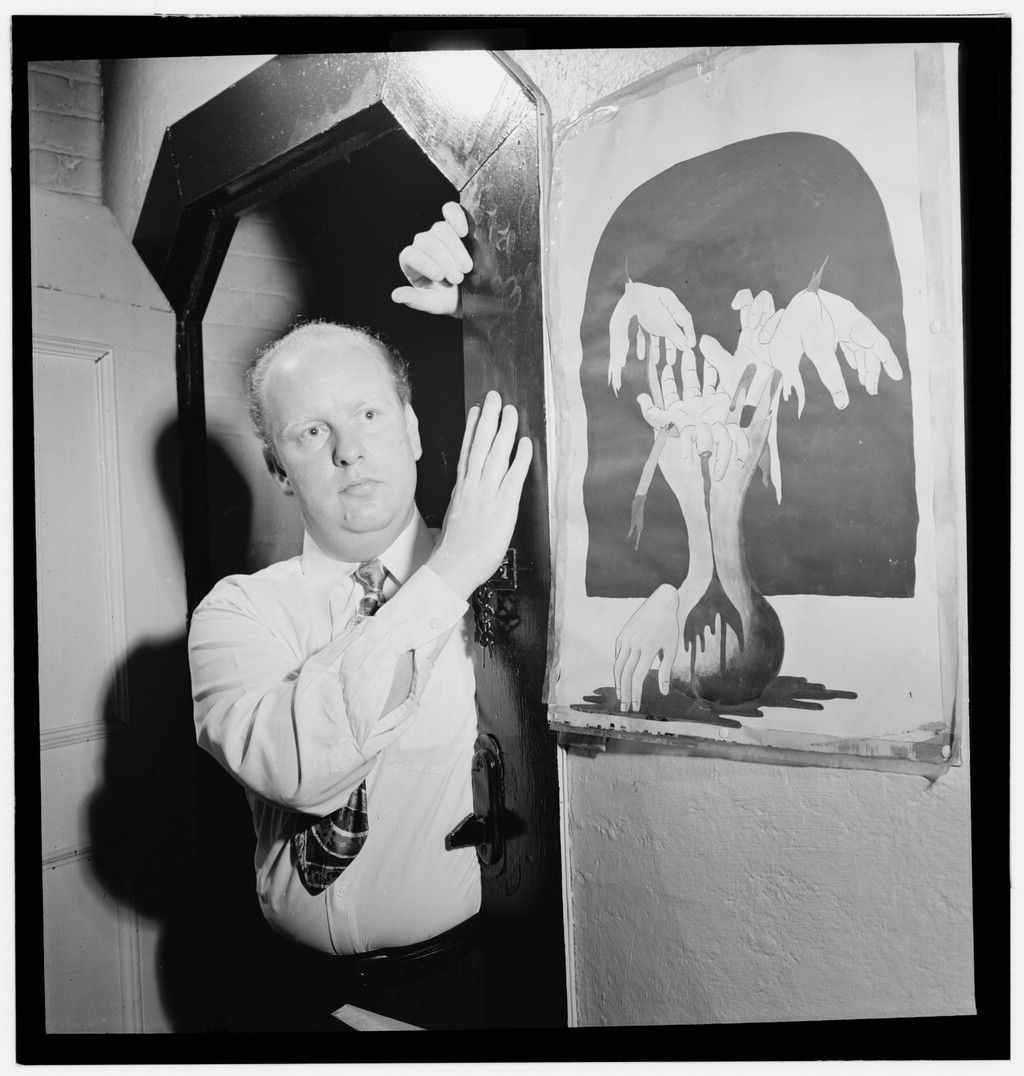
Edwin Finckel, ca. 1946.
Fotografie von William P. Gottlieb.

Edwin A. „Eddie“ Finckel (* 23. Dezember 1917 in Washington, D.C.; † 7. Mai 2001 in Madison, New Jersey) war ein US-amerikanischer Jazzpianist, Komponist und Arrangeur.

## Leben und Wirken
Edwin Finckel begann unter dem Einfluss der Musik von Teddy Wilson und Art Tatum mit dem Klavierspiel. Er studierte an der Columbia University bei Otto Luening, George Antheil und John Cage. Ab den 1940er Jahren war er als Arrangeur für Bandleader wie Boyd Raeburn, Les Brown, Gene Krupa und Buddy Rich tätig. Außerdem schrieb er Musik für Spielfilme wie Red Roses for Me und George White's Scandals (1945). Er komponierte die Titel Leave Us Leap, Quiet Riot, Gypsy Mood, Up and Atom, Bolero Boogie, El Mundo und Starburst. Zu seinen bekanntesten Songs gehörte Where is the One, den Frank Sinatra auf seinem Album Where Are You? einspielte. Als Pianist spielte Finckel u. a. mit Max Roach, Allen Eager und Lester Young.
Finckel, der ab den 1950er Jahren vorwiegend als Musikpädagoge tätig war (bis zu seinem Tod in einer Musikschule Brook School in Short Hills (New Jersey)), schrieb insgesamt über 200 Kompositionen für verschiedene Ensembles. Darunter befinden sich Vokal- und Orchesterwerke, Instrumentalkonzerte sowie Theater- und Ballettmusiken. 1992/93 komponierte er für das Omega Ensemble. Auch gab er eine Sammlung mit Rundgesängen heraus, die auch eigene Rundelieder enthält. Sein Sohn David Finkel, der als Cellist im Emerson String Quartet spielt, nahm mehrere Werke seines Vaters auf, darunter eine Suite für Cello und Piano (Of Human Kindness), die Songs of Spring und eine überarbeitete Version eines Jazzstandards, Variations on a Theme: Willow Weep for Me. Finckel war der Schwager des Jazz- und Studiomusikers Harry Klee.

## Schriften
- Now We’ll Make the Rafters Ring: Classic and Contemporary Rounds for Everyone. A Cappella Books, 1993, ISBN 1-55652-186-3.